# Alkanna mughlae
Alkanna mughlae är en strävbladig växtart som beskrevs av H. Duman, A. Güner och H. Sagban. Alkanna mughlae ingår i släktet Alkanna och familjen strävbladiga växter. Inga underarter finns listade i Catalogue of Life.